# 寺内壮
寺内 壮（てらうち たけし、1960年5月23日 - ）は、日本テレビ社員、元テレビプロデューサー、元ニッポン放送アナウンサー、芸能マネージャー。

## 来歴
大阪府大阪市出身。1979年3月、大阪府立生野高等学校、1983年3月、関西学院大学社会学部卒業後の同年4月に芸能プロダクションのアミューズに入社。
芸能マネジャーとして、サザンオールスターズの付き人から始まり、H2O、宮崎ますみ等のマネジメント業務に従事。26歳の時にタクシーに乗車中、ニッポン放送のラジオパーソナリティ募集のラジオCMの耳にし、最初は縁が無いと思慮していたが、タレントマネジメントの仕事で同局に来訪した際、知人のディレクターに薦められ、そのまま選考書類を提出、中途採用に応募。
1987年3月、アミューズを退職。同年4月、ニッポン放送に移籍。主に音楽番組のパーソナリティとして、『オールナイトニッポン』第2部等、様々な番組に出演しつつ、バラエティ番組のラジオディレクターとして番組制作を担当した。
1991年3月、ニッポン放送を退職。同年4月、日本テレビに移籍。テレビ番組のプロデューサーとして、主にバラエティ番組や音楽番組の制作を担当。
2007年7月人事にて、編成部に異動。
2011年12月人事にて、情報エンターテインメント局に異動。
2014年6月人事にて、長年携わった番組制作業務から退き、総務局ファシリティ推進部兼社長室麹町再開発事務局に異動。旧日本テレビ麹町ビルの閉鎖・解体に伴う、日本テレビ通り沿道まちづくり業務を担当。
2021年6月付人事にて、総務局不動産事業部まちづくりプロデューサーに就任。

## 出演番組

### 過去
- 寺内たけしのオールナイトニッポン（パーソナリティ） - 1987年10月13日 - 1990年12月17日
- ジャジャ馬BaBeのハロームービー（アシスタント） - 1987年10月17日 - 1988年10月8日

## 制作番組

### 過去

#### ニッポン放送時代
- 激突!あごはずしショー（ディレクター） - 1987年10月10日 - 1988年3月26日
- 関根勤のTOKYOベストヒット（ディレクター） - 1987年4月 - 1990年3月30日

#### 日本テレビ時代
- TVおじゃマンボウ（演出）
- 国民投票制導入!激闘!特番トーナメント（プロデューサー）
- メレンゲの気持ち（プロデューサー）
- ゲツヨル!（プロデューサー）
- 1億3000万人が選ぶ!ベストアーティスト
- 24時間テレビ 「愛は地球を救う」(1999年、2001年、2002年、2003年、2004年プロデューサー)
- HAPPY Xmas SHOW（企画担当）
- FAN（ディレクター→演出・プロデューサー）
- FUN（プロデューサー）
- DAISUKI!（プロデューサー）
- THE夜もヒッパレ（プロデューサー）
- アリゾナの魔法（プロデューサー）
- @サプリッ!（プロデューサー）
- ツボ屋与兵衛（プロデューサー）
- GOOD LOOKIN′CLUB（プロデューサー）
- 全力!Tunes（企画協力）
- 未来創造堂（編成）
- 誰も知らない泣ける歌（企画協力）
- the波乗りレストラン（編成企画）
- ジャック10（編成担当プロデューサー→プロデューサー）
- 新型学問 はまる!ツボ学（プロデューサー）
- ザ!世界仰天ニュース（編成）
- アナザースカイ（編成）
- 眠れぬ街のアプリンス（編成）
- 超再現!ミステリー（プロデューサー）
- 赤丸!スクープ甲子園（プロデューサー）
- うたうで! おどるで! THE カヴァ☆コラTV（プロデューサー）
- ママモコモてれび（プロデューサー）